# 당들랭의 구

타원에 대한 당들랭의 구. 타원 평면과 각각 두 초점 F_{1}, F_{2}에서 접한다. 원뿔과 접하는 점들은 원 k_{1}, k_{2}를 이룬다.

당들랭의 구(-球, 영어: Dandelin spheres)는 원뿔과 그와 만나는 평면 둘 모두와 접하는 구이다. 원뿔 곡선(원뿔과 평면의 교선)의 초점과 준선에 관한 성질을 보이는 데 주로 사용된다. 벨기에의 수학자 제르미날 피에르 당들랭(프랑스어: Germinal Pierre Dandelin)이 정의하였다.
닫힌 원뿔 곡선이 두 점(초점)과의 거리의 합이 일정한 점들의 궤적이라는 사실, 원뿔 곡선의 점들과 어떤 고정된 점, 선(초점, 준선)과의 거리가 비례한다는 사실은 이미 기원전부터 알려져 있었으나, 당들랭의 구는 이들에 대한 증명을 단순화하였다.
타원에 대한 당들랭의 구(오른쪽 그림)는 같은 한 원뿔의 안에 두 개가 있다(평면 양쪽에 하나씩이다). 포물선은 당들랭의 구가 하나뿐이며, 쌍곡선의 경우 두 개의 구가 이중 원뿔의 두 원뿔 안에 하나씩 놓여있다(평면의 같은쪽).

## 역사
기원전 3세기 경 페르게의 아폴로니오스는 원뿔 곡선을 원뿔과 평면의 교선으로서 정의하고, 초점에 관한 성질을 발견했다. 기원전 4세기 경 알렉산드리아의 파푸스의 저서는 준선에 관한 성질을 담은 가장 오래된 기록물이다. 1822년 당들랭은 초점 성질에 대한 더 명쾌한 증명을 발견하였다. 준선 성질은 1829년 피어스 모턴(영어: Pierce Morton)에 의해 처음으로 당들랭 구를 이용해 증명되었다.

## 두 초점과의 거리의 합 일정

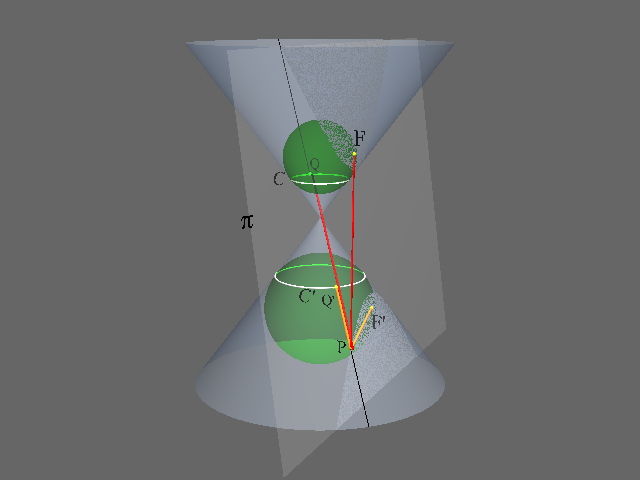
쌍곡선은 두 초점과의 거리의 차가 일정한 점들의 궤적이다.

원뿔과 평면이 만나는 점들이 닫힌 곡선(즉 타원)을 이루는 경우를 생각하자. 두 당들랭의 구는 평면과 두 점 F, F' 에서, 원뿔과 두 원을 이루는 점에서 접한다. 원뿔 모선이 두 원에 의해 잘린 부분은, 위치에 상관없이 그 길이가 같은데, 타원에 의해 나뉘어 생긴 두 가닥 PQ, PQ'는 각각 두 구와 접하므로 똑같이 P를 지나는 접선에 놓인 PF, PF' 와 길이가 각각 같다. 즉 PF와 PF' 의 길이의 합이 모선의 잘린 부분의 길이로 일정하다.
{\displaystyle PF+PF'=PQ+PQ'=QQ'}
또한 모선이 타원 위 모든 점을 거치므로, 이러한 논증은 타원 위 모든 점이 두 고정된 점과 일정한 거리합을 갖는다는 것을 보인다. 타원이 두 고정된 점과의 거리합이 일정한 점들의 궤적으로서 정의되는 많은 경우, 앞서 증명한 내용은 원뿔과 평면의 닫힌 교선이 정확히 타원이라는 것이 된다.
비슷한 논증이 쌍곡선, 포물선에게도 적용된다. 쌍곡선은 이중 원뿔에서 논해지며 타원의 경우와 다르게 P가 QQ' 의 외분점이어서, 증명되는 결론은 '초점과의 거리의 차가 일정'하다는 것이다.

## 같이 보기
- 원뿔 곡선
- 케플러의 행성운동법칙